# Theo-Hespers-Gesamtschule Mönchengladbach
Die Theo-Hespers-Gesamtschule Mönchengladbach ist am 7. September 2011 (damals noch unter dem Namen „Gesamtschule Stadtmitte“) eröffnet worden. Die THG ist ein koedukative Ganztagsschule, die die Fremdsprachen Englisch, Französisch, Spanisch, Latein und Japanisch unterrichtet und alle Sekundarstufen beschult.
2018 wurde die Schule nach dem Widerstandskämpfer Theo Hespers benannt, um dessen Engagement für Demokratie und Freiheit zu würdigen. Die Schule hat sich seit ihrer Gründung kontinuierlich weiterentwickelt und verfolgt seitdem das innovative pädagogische Konzept der Schule im Aufbruch.

## Geschichte
Die Gesamtschule wurde im Jahre 2011 nach einem Beschluss des Rates der Stadt Mönchengladbach als sechste Gesamtschule gegründet. Bis zum Jahr 2018 wechselte die Schule mehrfach ihren Standort. Die Kosten des Baus der neuen Standorte, samt Naturwissenschafts- und Musikräume beliefen sich auf rund 14 Millionen Euro. Mit dem Umzug und der Umbenennung änderte die Gesamtschule ihr Konzept und verfolgt seither das unterrichts- und hausaufgabenfreie Konzept der Schule im Aufbruch.

### Schulleitungen
- 2011–2013: Mathias Otto
- seit 2013: Raphaela Hahn

## Architektur und Gebäude

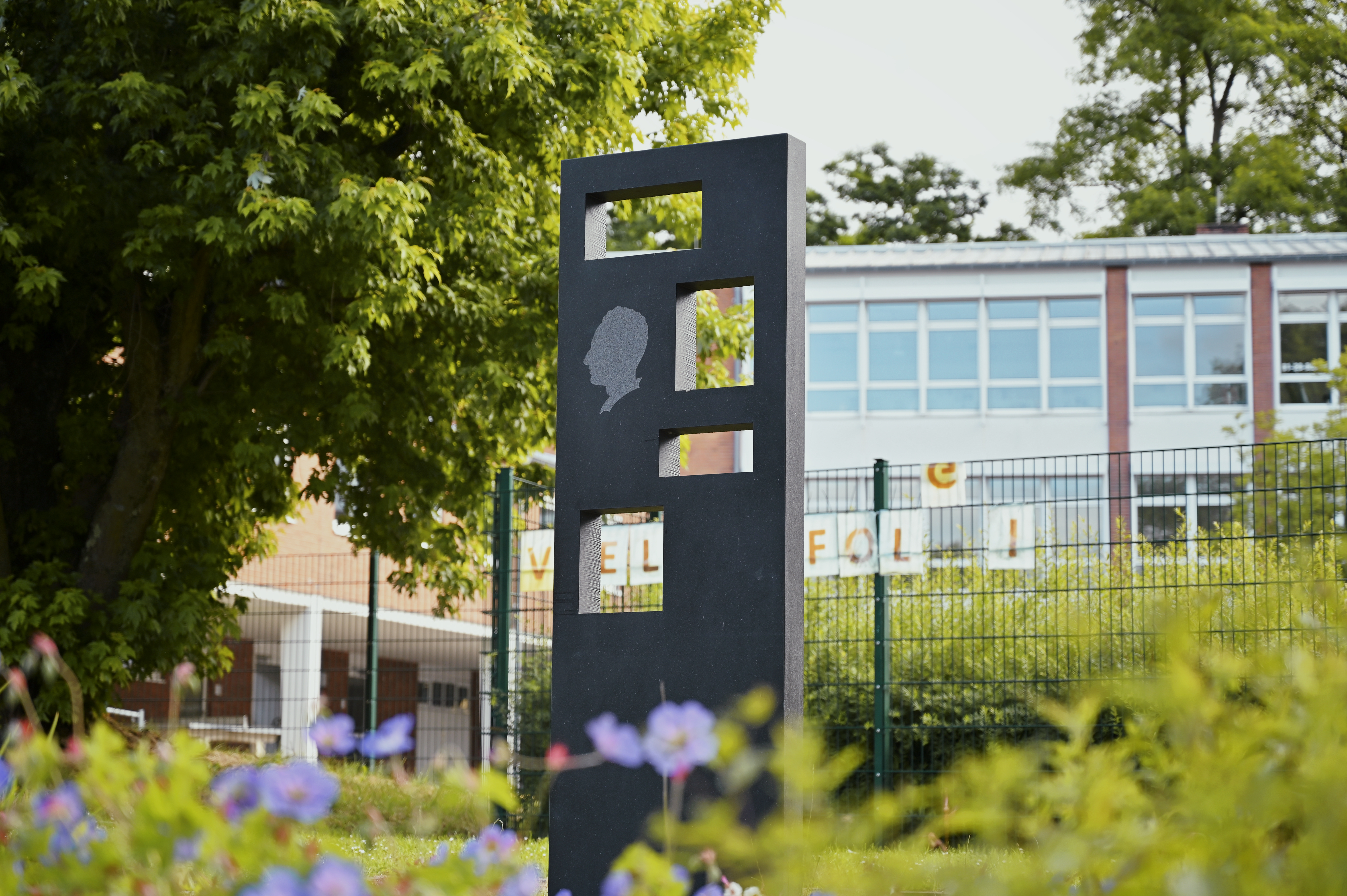
Stele vor der Theo-Hespers-Gesamtschule zu Ehren des Widerstandskämpfers Theo Hespers

Die Schule besitzt zwei Standorte (Karl-Fegers-Straße 85 und Dülkener Straße 85) in Mönchengladbach.
Die Gesamtschule verfügt über insgesamt acht Gebäude, welche teils verbunden sind oder erweitert wurden. Im Jahr 2018 wurden zusätzlich zu den bereits bestehenden Gebäuden eine Aula, ein weiteres Gebäude für Unterrichtsräume und ein Anbau an die Oberstufe errichtet.

## Pädagogische Arbeit, Ausstattung und Angebote
Die Theo-Hespers-Gesamtschule hat sechs Schulhunde.
Als Schule im Aufbruch arbeitet die THG mit den Lernformaten des Lernbüros, Projektunterrichts, Werkstätten, sowie der sogenannten „Tutoren- und Lernzeit“ (TuLe).
Seit Ostern 2023 wird an vier Tagen in der Woche ein allen Schülern offenstehendes „Frühstück für alle“ angeboten. Dieses ist für alle Teilnehmenden, da durch Spenden finanziert, kostenfrei. Anfang 2024 wurde die dahinterstehende „Initiative Rückenwind“ sowie die dort ehrenamtlich tätigen Schüler für ihr Engagement mit der lokalen Auszeichnung „Mensch der guten Tat“ geehrt.
Angebote wie die „Voltigieren-AG“ sollen neben der Erfüllung des außerschulischen pädagogischen Konzepts von Schule im Aufbruch auch einen therapeutischen Ansatz bieten. Als Gesamtschule werden Kinder und Jugendliche auf allen kognitiven und motorischen Niveaus gefördert und durch entsprechende Angebote unterstützt.
Die THG ist die einzige Gesamtschule in Nordrhein-Westfalen, die das Fach Japanisch in der Oberstufe unterrichtet. Auch in der Unter- und Mittelstufe kann das Fach Japanisch belegt werden. Seit 2024 kooperiert die THG mit einer Partnerschule in Tokio, Japan.

### Preise und Titel
- Schule ohne Rassismus
- Schule im Aufbruch

## Öffentlichkeitsarbeit
Im Februar 2011 wurde der Förderverein der „Freunde und Förderer der Gesamtschule Stadtmitte“ gegründet.

## Kontroversen
Am 30. Juni 2019 starb eine Schülerin mit Diabetes Typ 1 auf einer Klassenfahrt nach London im Alter von dreizehn Jahren an einer Ketoazidose. Daraufhin wurden die vier anwesenden Lehrer vom Vater des Mädchens der Fahrlässigen Tötung beschuldigt, allerdings stellte die Staatsanwaltschaft Mönchengladbach das Verfahren gegen die Lehrer ein, da man die Beteiligung der Lehrer am Tod des Mädchens nicht hundertprozentig belegen konnte. Der Fall fand eine größere mediale Berichterstattung und Rezeption, bei welcher unter anderem die allgemein üblichen Betreuungsschlüssel bei solchen Veranstaltungen hinterfragt wurden.
Im Juni 2023 widersprach das OLG Düsseldorf der Auffassung der Mönchengladbacher Staatsanwaltschaft, ließ die Anklage zu und eröffnete das Hauptverfahren.
Ostern 2023 wurde die Schule von Unbekannten mit Hakenkreuzen sowie weiteren verfassungsfeindlichen Symbolen besprüht. Dies wird insbesondere im Kontext dessen, dass der Namensgeber der Schule ein Widerstandskämpfer zur Zeit des Nationalsozialismus gewesen war, sehr kritisch beurteilt.